# Місаель Ескуті
Місаель Ескуті (ісп. Misael Escuti, 20 грудня 1926, Копіапо — 3 січня 2005, Сантьяго) — чилійський футболіст, що грав на позиції воротаря, зокрема за клуб «Коло-Коло», а також національну збірну Чилі.

## Клубна кар'єра
У дорослому футболі дебютував 1945 року виступами за команду «Бадмінтон». 
1946 року перейшов до лав клубу «Коло-Коло», за який відіграв 19 сезонів. Більшість часу, проведеного у складі «Коло-Коло», був основним голкіпером команди і допоміг їй здобути за цей період п'ять перемог у футбольній першості Чилі. Завершив професійну кар'єру футболіста виступами за команду «Коло-Коло» у 1964 році.

## Виступи за збірну
1953 року дебютував в офіційних матчах у складі національної збірної Чилі. 
Був основним голкіпером збірної на домашньому для чилійців чемпіонаті світу 1962 року, на якому команда припинила боротьбу на стадії півфіналів.
Загалом протягом кар'єри у національній команді, яка тривала 11 років, провів у її формі 40 матчів, пропустивши 72 голи.
Помер 3 січня 2005 року на 79-му році життя в Сантьяго.

## Титули і досягнення
- Бронзовий призер чемпіонату світу: 1962
- Срібний призер Чемпіонату Південної Америки: 1955, 1956